# Lutkewier
Lutkewier (Fries: Lytse Wier) is een terp en voormalige buurtschap in de gemeente Noardeast-Fryslân, in de Nederlandse provincie Friesland. De terp ligt ten noordoosten van Dokkum, tussen Wetsens en Niawier aan It Heech.

## Geschiedenis
De oorsprong van de buurtschap Lutkewier ligt aan It Heech, het hoog. Zo geheten vanwege het feit dat hier een terp was gelegen. In 1481 werd de terp vermeld als Lithiaweer en in 1511 als Lijtke Weer. Er zouden in de jaren 70 van de twintigste eeuw fragmenten van grote moppen zijn gevonden op de terp. De naam Lutkewier duidt op dat het een kleine opgeworpen terp wierde.
In het verleden werd ook wel de spelling Lutjewier gebruikt. Marten Toonder gebruikte deze naam in het verhaal De doorluchtigheid, als een fictief vissersdorp; of Toonder bekend was met de echte plaats is niet bekend.
Steden, dorpen en gehuchten: Aalsum · Anjum · Augsbuurt · Birdaard · Blija · Bornwird · Brantgum · Burum · Dokkum · Ee · Engwierum · Ferwerd · Foudgum · Genum · Hallum · Hantum · Hantumeruitburen · Hantumhuizen · Hiaure · Hogebeintum · Holwerd · Janum · Jislum · Jouswier · Kollum · Kollumerpomp · Kollumerzwaag · Lichtaard · Lioessens · Marrum · Metslawier · Munnekezijl · Moddergat · Morra · Nes · Niawier · Oosternijkerk · Oostmahorn · Oostrum · Oudwoude · Paesens · Raard · Reitsum · Ternaard · Triemen · Veenklooster · Waaxens · Wanswerd · Warfstermolen · Westergeest · Wetsens · Wierum · Zwagerbosch

Buurtschappen: Abbewier · Bartlehiem (deels) · Beintemahuis · Betterwird · Bollingawier · Bonte Hond · Bornwirdhuizen · Boteburen · Brandeburen · De Dellen · De Keegen · De Kolk · De Leegte · De Rijp · De Wirden · De Schans · Dijkshorne · Dokkumer Nieuwe Zijlen · Drieboerehuizen · Ezumazijl · Groot Medhuizen · Halfweg · Hallumerhoek · Hanenburg · Hantumerhoek · Huis ter Noord · Kettingwier · Klein Medhuizen · Kletterbuurt · Kollumeroudzijl · Krabburen · Laagland · Lutkewier · Molenbuurt · Nieuwland · Oudeterp · Oudwouderzijlen · Reidswal · Scharnehuizen · Stiem · Teerd · Teijeburen · Tergracht (deels) · Ter Lune · Tibma · Tilburen · Tiltjeburen · Vaardeburen · Veldburen · Vijfhuizen (Hallum) · Vijfhuizen (Ternaard) · Visbuurt · Weerdeburen · Westerburen · Westernijkerk · Wie · Wijgeest · Zevenhuizen

Streken: 't Schoor · Galilea · It Paradyske · Lutkelaard · Sibrandahuis · Steenharst · Steenvak · Wildpad (deels) · Zandbulten · Zwagerveen

Friesland: Steden en dorpen      Nederland: Provincies · Gemeenten